# Радиця (Крупський район)
Радиця (біл. вёска Радзіца) — село в складі Крупського району Мінської області, Білорусь. Село підпорядковане Ігрушківській сільській раді, розташоване в східній частині області.